# А група 1997/98
Сезон 1997/98 е 74-тото издание на най-горната дивизия в българския шампионат по футбол. В шампионата участват 16 отбора, които играят всеки срещу всеки в две срещи на разменено гостуване. За победа се начисляват 3 точки, за равенство 1, а за загуба не се начисляват точки. Отборите заели последните три места отпадат в Б група. Новите отбори в групата са Литекс (Ловеч), Металург (Перник) и Олимпик (Галата). Актуален шампион е ЦСКА (София).

## Участващи отбори
Отборите са подредени по азбучен ред.
| Отбор      | Населено място | Треньор            | Капитан             | Екипировка | Спонсор        |
| ---------- | -------------- | ------------------ | ------------------- | ---------- | -------------- |
| Ботев      | Пловдив        | Марин Бакалов      | Запрян Раков        | Пума       | Няма           |
| Добруджа   | Добрич         | Борис Николов      | Румен Боев          | Пума       | РУЕН           |
| Етър       | Велико Търново | Красимир Калчев    | Георги Георгиев     | Пума       | Няма           |
| Левски     | Кюстендил      | Аспарух Никодимов  |                     | Пума       | ВИС-2          |
| Левски     | София          | Михаил Вълчев      | Николай Тодоров     | Адидас     | ВИС-2          |
| Литекс     | Ловеч          | Димитър Димитров   | Стефан Колев        | Умбро      | Няма           |
| Локомотив  | Пловдив        | Атанас Драмов      |                     | Диадора    | Валео Груп     |
| Локомотив  | София          | Христо Бонев       |                     | Reusch     | Delta G        |
| Металург   | Перник         | Георги Харалампиев | Радостин Русев      | Лото       | Няма           |
| Миньор     | Перник         | Михаил Мадански    | Николай Александров | Лото       | Няма           |
| Нефтохимик | Бургас         | Димитър Стойчев    | Велиян Парушев      | Пума       | Нефтохим       |
| Олимпик    | Галата         | Димитър Алексиев   |                     | Ерима      | Queens         |
| Славия     | София          | Стоян Коцев        |                     | Улшпорт    | БалканСтрой    |
| Спартак    | Варна          | Димитър Пенев      | Валентин Станчев    | Пума       | Форд Мото-Пфое |
| Спартак    | Плевен         | Ботьо Ботев        |                     | Пума       | Рубин          |
| ЦСКА       | София          | Петър Зехтински    | Емил Костадинов     | Пума       | Мултигруп      |

### Треньорски смени
| Отбор          | Напускащ треньор  | Дата на напускане | Постъпващ треньор | Дата на назначаване |
| -------------- | ----------------- | ----------------- | ----------------- | ------------------- |
| Нефтохимик     | Димитър Димитров  | август 1997       | Димитър Стойчев   | август 1997         |
| Литекс         | Драголюб Беквалац | август 1997       | Димитър Димитров  | август 1997         |
| Ботев          | Георги Попов      | септември 1997    | Динко Дерменджиев | септември 1997      |
| Локомотив (Пд) | Радослав Здравков | септември 1997    | Иван Маринов      | септември 1997      |
| Миньор         | Пламен Марков     | ноември 1997      | Михаил Мадански   | ноември 1997        |
| Спартак (Вн)   | Ферарио Спасов    | декември 1997     | Димитър Пенев     | януари 1998         |
| Етър           | Радия Дойчев      | декември 1997     | Стоян Петров      | януари 1998         |
| Славия         | Наско Сираков     | декември 1997     | Стоян Коцев       | януари 1998         |
| Ботев          | Динко Дерменджиев | януари 1998       | Марин Бакалов     | януари 1998         |
| Локомотив (Пд) | Иван Маринов      | януари 1998       | Атанас Драмов     | януари 1998         |
| ЦСКА           | Георги Василев    | март 1998         | Петър Зехтински   | март 1998           |
| Левски (Сф)    | Стефан Грозданов  | март 1998         | Михаил Вълчев     | март 1998           |

## Обобщение на сезона
Макар Литекс да разполага със сериозен финансов ресурс и качествена селекция, преди началото на сезон 1997/98 ловчанлии не са поставяни сред фаворитите за титлата, поради това, че са новак в А група. От ръководството на тима обявяват като цел място в топ 6 в крайното класиране. Със старта на мачовете обаче отборът набира скорост. Допуска първа загуба едва в 9-ия кръг и е плътно на второ място след Левски (София). В последния кръг от есенния полусезон „сините“ губят с 2:3 у дома от Нефтохимик, което позволява на Литекс да зимува като лидер в класирането.
През пролетния полусезон ловчанлии увеличават аванса си на върха. През април заради нередовна картотека на Радостин Кишишев са им присъдени две служебни загуби от Левски (Кюстендил) и Левски (София), но това не се оказва фатално в похода им към шампионския трофей. Завършват на 1-во място с 5 точки повече от Левски (Сф) и печелят първа титла в своята история. На трето място остава шампионът от предходната кампания ЦСКА (София).
От А група изпадат Олимпик (Галата), Спартак (Плевен) и Етър (Велико Търново), които завършват на последните места в крайното класиране. Голмайсторският приз си поделят Бончо Генчев от ЦСКА и Антон Спасов от Нефтохимик, които отбелязват по 17 попадения.

### Любопитни факти
- В началото на сезона е поставен нов рекорд за вътрешен трансфер – Локомотив (София) плаща 1 млн. германски марки за да привлече капитана на ЦСКА Анатоли Нанков.
- Олимпик (Галата) става първият отбор от село, който участва в А група. Играе обаче домакинските си срещи в съседния град Тетевен.
- За първи път в А група участват два клуба от Перник – Миньор и Металург.
- Литекс (Ловеч) става първият отбор, който печели титлата като новак в първенството. Постижението е повторено 14 години по-късно от Лудогорец.

## Класиране
| Отбор | Отбор                 | М  | П  | Р | З  | Г.Р.  | Г.Р. | Т  |
| ----- | --------------------- | -- | -- | - | -- | ----- | ---- | -- |
| 1     | Литекс (Ловеч) (н)    | 30 | 21 | 6 | 3  | 73:25 | +48  | 69 |
| 2     | Левски (София)        | 30 | 18 | 7 | 4  | 73:27 | +46  | 64 |
| 3     | ЦСКА (София) (ш)      | 30 | 18 | 7 | 5  | 70:29 | +41  | 61 |
| 4     | Нефтохимик (Бургас)   | 30 | 17 | 4 | 9  | 62:31 | +31  | 55 |
| 5     | Славия (София)        | 30 | 15 | 9 | 6  | 52:30 | +22  | 54 |
| 6     | Левски (Кюстендил)    | 30 | 15 | 1 | 14 | 45:40 | +5   | 46 |
| 7     | Спартак (Варна)       | 30 | 12 | 6 | 12 | 42:36 | +6   | 42 |
| 8     | Миньор (Перник)       | 30 | 12 | 5 | 13 | 32:35 | -3   | 41 |
| 9     | Локомотив (София)     | 30 | 11 | 6 | 13 | 42:40 | +2   | 39 |
| 10    | Металург (Перник) (н) | 30 | 11 | 4 | 15 | 28:36 | -8   | 37 |
| 11    | Ботев (Пловдив)       | 30 | 11 | 3 | 16 | 35:48 | -12  | 36 |
| 12    | Добруджа (Добрич)     | 30 | 11 | 3 | 16 | 33:55 | -22  | 36 |
| 13    | Локомотив (Пловдив)   | 30 | 11 | 3 | 16 | 31:58 | -27  | 36 |
| 14    | Олимпик (Галата) (н)  | 30 | 11 | 2 | 17 | 26:50 | -24  | 35 |
| 15    | Спартак (Плевен)      | 30 | 7  | 0 | 23 | 32:75 | -43  | 21 |
| 16    | Етър (Велико Търново) | 30 | 4  | 2 | 24 | 21:82 | -61  | 14 |

- При срещите Литекс – Левски (София) и Левски (Кюстендил) – Литекс са присъдени служебни загуби 0:3 срещу Литекс заради участието на нередовен състезател в състава им. За срещата Добруджа (Добрич) – Локомотив (София), прекратен при 0:2, е присъден служебен резултат 0:5.

## Голмайстори
|    | Футболист              | Отбор          | Голове |
| -- | ---------------------- | -------------- | ------ |
| 1. | Бончо Генчев           | ЦСКА           | 17     |
| 1. | Антон Спасов           | Нефтохимик     | 17     |
| 3. | Стефан Юруков          | Литекс         | 13     |
| 3. | Данило Дончич          | Локомотив (Сф) | 13     |
| 5. | Станимир Стоилов       | Славия         | 12     |
| 5. | Валентин Станчев       | Спартак (Вн)   | 12     |
| 7. | Ивайло Андонов         | ЦСКА           | 11     |
| 8. | Александър Александров | Левски (Сф)    | 10     |
| 8. | Георги Иванов          | Левски (Сф)    | 10     |
| 8. | Илия Войнов            | Спартак (Пл)   | 10     |
| 8. | Пламен Петров          | Левски (Кн)    | 10     |

## Състав на шампиона Литекс (Ловеч)
Преди началото на сезон 1997/98 в Литекс правят сериозна селекция, макар да са новак в А група. За треньор е назначен сръбският специалист Драголюб Беквалац, който привлича сънародниците си Златомир Загорчич, Драголюб Симонович и Игор Богданович. Пристигат също Ивайло Петков и Даниел Островски от Спартак (Плевен), както и Светослав Тодоров от Добруджа.
Така ловчанлии изграждат много стабилен състав. На вратата твърд титуляр е Витомир Вутов. Като десен бек играе Николай Димитров – Джаич, a като ляв бек Ивайло Петков. В центъра на защитата най-често са използвани Златомир Загорчич, Росен Кирилов и Стефан Колев. Основните фигури в халфовата линия са Стойчо Стоилов, Мариян Тодоров и Драголюб Симонович, а в атака неизменни титуляри са Стефан Юруков и Димчо Беляков. Качествени опции в предни позиции са също Игор Богданович и Светослав Тодоров.
След края на есенния полусезон Литекс се разделя с Юруков и Беляков, които са трансферирани в чужбина. Това обаче не отслабва състава, който вече е воден от Димитър Димитров – Херо. Като техни заместници са привлечени албанският национал Албан Буши, както и бразилецът Луиш Карлош Мота. В хода на пролетния полусезон пристига и националът Радостин Кишишев от Бурсаспор.
| Футболист          | Пост           | Мачове | Голове |
| ------------------ | -------------- | ------ | ------ |
| Витомир Вутов      | Вратар         | 28     | 0      |
| Стоян Ставрев      | Вратар         | 2      | 0      |
| Петър Кушев        | Защитник       | 16     | 2      |
| Златомир Загорчич  | Защитник       | 27     | 0      |
| Стефан Колев       | Защитник       | 21     | 1      |
| Росен Кирилов      | Защитник       | 28     | 0      |
| Николай Димитров   | Защитник       | 24     | 1      |
| Димитър Балабанов  | Защитник       | 6      | 0      |
| Ивайло Петков      | Защитник       | 27     | 3      |
| Радостин Кишишев   | Защитник       | 5      | 0      |
| Димитър Карадалиев | Защитник       | 1      | 0      |
| Росен Емилов       | Полузащитник   | 17     | 1      |
| Мариян Тодоров     | Полузащитник   | 28     | 6      |
| Стойчо Стоилов     | Полузащитник   | 30     | 8      |
| Драголюб Симонович | Полузащитник   | 22     | 6      |
| Веселин Сърбаков   | Полузащитник   | 16     | 3      |
| Даниел Островски   | Полузащитник   | 5      | 0      |
| Луиш Карлош Мота   | Нападател      | 5      | 1      |
| Игор Богданович    | Нападател      | 15     | 6      |
| Светослав Тодоров  | Нападател      | 19     | 9      |
| Албан Буши         | Нападател      | 15     | 4      |
| Методи Стойнев     | Нападател      | 8      | 1      |
| Димитър Димитров   | Старши треньор |        |        |

Напуснали по време на сезона
| Футболист     | Пост         | Мачове | Голове |
| ------------- | ------------ | ------ | ------ |
| Койчо Иванов  | Защитник     | 1      | 0      |
| Емил Цанев    | Полузащитник | 2      | 0      |
| Ивайло Петев  | Полузащитник | 12     | 2      |
| Стефан Юруков | Нападател    | 14     | 13     |
| Димчо Беляков | Нападател    | 14     | 5      |